# Хвачха
Хвачха (кор. 화차, буквально — огненная повозка) — противопехотное пороховое оружие, использовавшееся со времён японского вторжения в Корею (1592—1598) корейской армией. Первая реактивная система залпового огня в мире. Представляла собой двухколёсную деревянную повозку, на которую устанавливалась пусковая установка с гнёздами, в которые помещались небольшие ракеты с острыми металлическими наконечниками (стрелами). К этим ракетам иногда прикреплялись небольшие бомбочки, а наконечники их непосредственно перед применением могли обмакиваться в горючую смесь и поджигаться. Радиус действия хвачхи — около 450 м.

## Хвачха в массовой культуре
В некоторых компьютерных стратегических играх хвачха выступает в роли уникальной боевой единицы (например, в игре TABS — Totally Accurate Battle Simulator), а в других — единицей, доступной корейцам, например в играх Sid Meier’s Civilization IV: Warlords, Sid Meier’s Civilization V, Sid Meier’s Civilization VI: Rise & Fall, Totally Accurate Battle Simulator, Empire Earth II. После дополнения Sid Meier’s Civilization VI: Gathering Storm стала уникальным оружием корейской цивилизации.
В игре Medieval II: Total War подобные устройства используют монголы.
В корейской MMORPG Black Desert хвачха также присутствует на осадах.
В фильме «Звёздные войны. Эпизод II: Атака клонов» в битве на Джеонозисе применялся дроид-танк IG 227 «Огненный град», слегка напоминающий хвачху.
В игре «Ghost of Tsushima» хвачхи используют монголы при нападении на остров Цусима. Игрок также может использовать хвачхи в сражениях.
В сериале «Ходячие мертвецы» хвачха продемонстрирована в 8 серии 11 сезона.